# Дюшан, Марсель
Анри́ Робе́р Марсе́ль Дюша́н (фр. Henri Robert Marcel Duchamp, 28 июля 1887, Бленвиль-Кревон — 2 октября 1968, Нейи-сюр-Сен) — французский и американский художник, шахматист, теоретик искусства, стоявший у истоков дадаизма и сюрреализма. Творческое наследие относительно невелико, однако благодаря оригинальности своих идей Дюшан считается одной из самых влиятельных фигур в искусстве XX века. Его творчество оказало влияние на формирование таких направлений в искусстве второй половины XX века, как поп-арт, минимализм, концептуальное искусство, и др.
Наряду с Пабло Пикассо и Анри Матиссом он считается одним из трех художников, которые помогли определить революционные разработки в области пластического искусства в первые десятилетия XX века, ответственных за значительные достижения в живописи и скульптуре. 

## Детство
В семье было семеро детей, один из которых умер вскоре после рождения. Из детей четверо стали знаменитыми художниками: Марсель, Жак Вийон (Гастон Дюшан, 1875—1963) и Раймон Дюшан-Вийон (1876—1916) (старшие братья), а также его сестра Сюзанна Дюшан-Кротти (1889—1963).
Любовью и интересом к искусству в семье были обязаны деду по материнской линии — Эмилю Николя, бывшему художником и гравёром. Весь дом был наполнен его работами. Отец семейства дал детям свободу в вопросе выбора профессии, не настаивая на продолжении своего дела.
Дюшан, как и его старшие братья, учился в лицее в Руане с десяти до семнадцати лет. Он не был выдающимся учеником, но он хорошо успевал по математике, несколько раз выиграв математические школьные конкурсы. В 1903 году он также выиграл конкурс художественных работ.
В возрасте четырнадцати лет он начал серьёзно увлекаться рисованием. От этого времени сохранились его портреты сестры Сюзанны. Первые живописные работы Дюшана (пейзажи окрестностей в духе импрессионизма, рисунки) относятся к 1902 году. В 1904 году он приехал в Париж, поселился на Монмартре, пытался учиться в Академии Жюлиана, бросил занятия. Живопись Дюшана в этот период несамостоятельна: близка то к Сезанну, то к фовизму Матисса. В 1909 году его работы попадают на Осенний Салон, на них откликается в своём обзоре Гийом Аполлинер.

## Шахматы
Дюшан хорошо играл в шахматы. Звание мастера получил по итогам 3-го чемпионата Франции в 1925 году, набрав 4 очка из 8. Выступал за французскую команду на международных шахматных олимпиадах.
Дюшан играл в гипермодернистском стиле. К примеру он был одним из популяризаторов защиты Нимцовича. Сборная Франции тех лет обычно занимала места в середине итоговой таблицы.
В начале 1930-х годов Дюшан достиг пика как игрок. Участвовал в турнирах по переписке, был шахматным журналистом (вёл колонку в журнале). Составил ряд шахматных задач.
В игре по переписке Дюшан добился наибольшего успеха за свою шахматную карьеру. Он стал победителем 5-го чемпионата ИФШБ (1932—1933 годы).

### Спортивные результаты
| Год       | Город              | Соревнование                               | + | - | =  | Результат | Место  |
| --------- | ------------------ | ------------------------------------------ | - | - | -- | --------- | ------ |
| 1923      | Брюссель           | Международный турнир                       |   |   |    |           |        |
| 1924      | Страсбург          | 2-й чемпионат Франции                      | 3 | 7 | 2  | 4 из 12   | 10—11  |
|           | Париж              | Чемпионат мира ФИДЕ (группа 7)             | 2 | 3 | 0  | 2 из 5    |        |
|           |                    | (финал В)                                  | 3 | 3 | 2  | 4 из 8    |        |
| 1925      | Ницца              | 3-й чемпионат Франции                      | 3 | 3 | 2  | 4 из 8    | 6      |
| 1927      | Шамони             | 5-й чемпионат Франции                      | 2 | 4 | 2  | 3 из 8    | 7      |
| 1928      | Марсель            | 6-й чемпионат Франции                      | 2 | 4 | 2  | 3 из 8    | 7—9    |
|           | Гаага              | II Олимпиада (сборная Франции, 3-я доска)  | 1 | 4 | 11 | 6½ из 16  |        |
| 1929      | Париж              | Международный турнир                       |   |   |    |           | [ 16 ] |
| 1930      | Гамбург            | III Олимпиада (сборная Франции, 4-я доска) | 1 | 8 | 6  | 4 из 15   |        |
|           | Ницца              | Международный турнир                       | 3 | 5 | 3  | 4½ из 11  | 9      |
| 1931      | Прага              | IV Олимпиада (сборная Франции, запасной)   | 1 | 3 | 0  | 1 из 4    |        |
|           | Ницца              | Международный турнир                       | 0 | 6 | 3  | 1½ из 9   | 10     |
| 1932      | Ла-Боль-Эскублак   | 10-й чемпионат Франции                     | 5 | 3 | 5  | 7½ из 13  | 4—7    |
| 1933      | Фолкстон           | V Олимпиада (сборная Франции, 4-я доска)   | 1 | 9 | 2  | 2 из 12   |        |
|           |                    |                                            |   |   |    |           |        |
| 1932—1933 | 5-й чемпионат ИФШБ | 5-й чемпионат ИФШБ                         |   |   |    |           | 1      |

## Кубизм
Через своих братьев Жака Вийона и Ремона Дюшана-Вийона Марсель Дюшан познакомился с кубизмом. Он присоединился к группе «Де Пюто», в которой участвовали такие художники как Глёз, Метценже.

## Творчество и признание

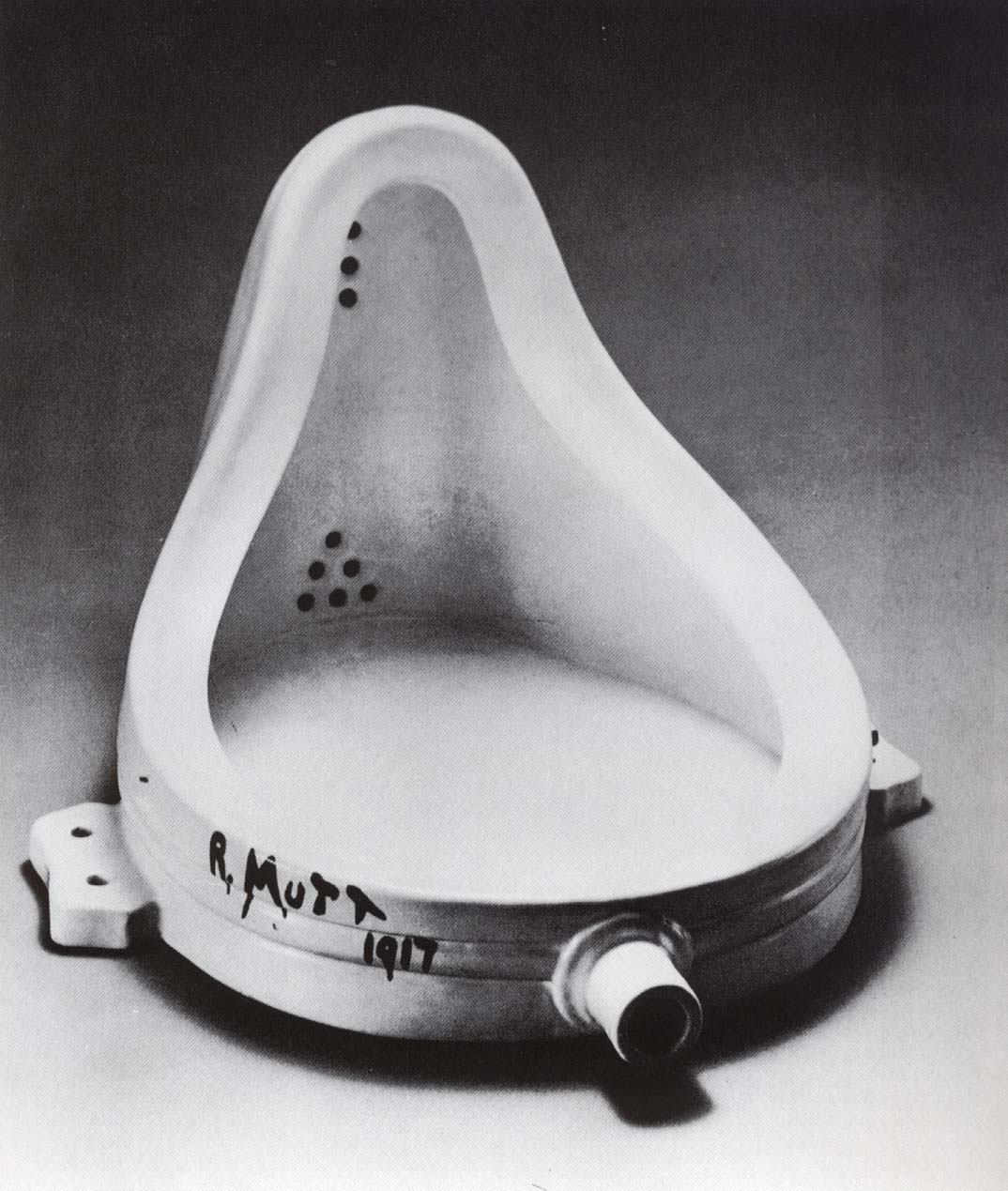
«Фонтан», представляет собой писсуар с автографом и датой

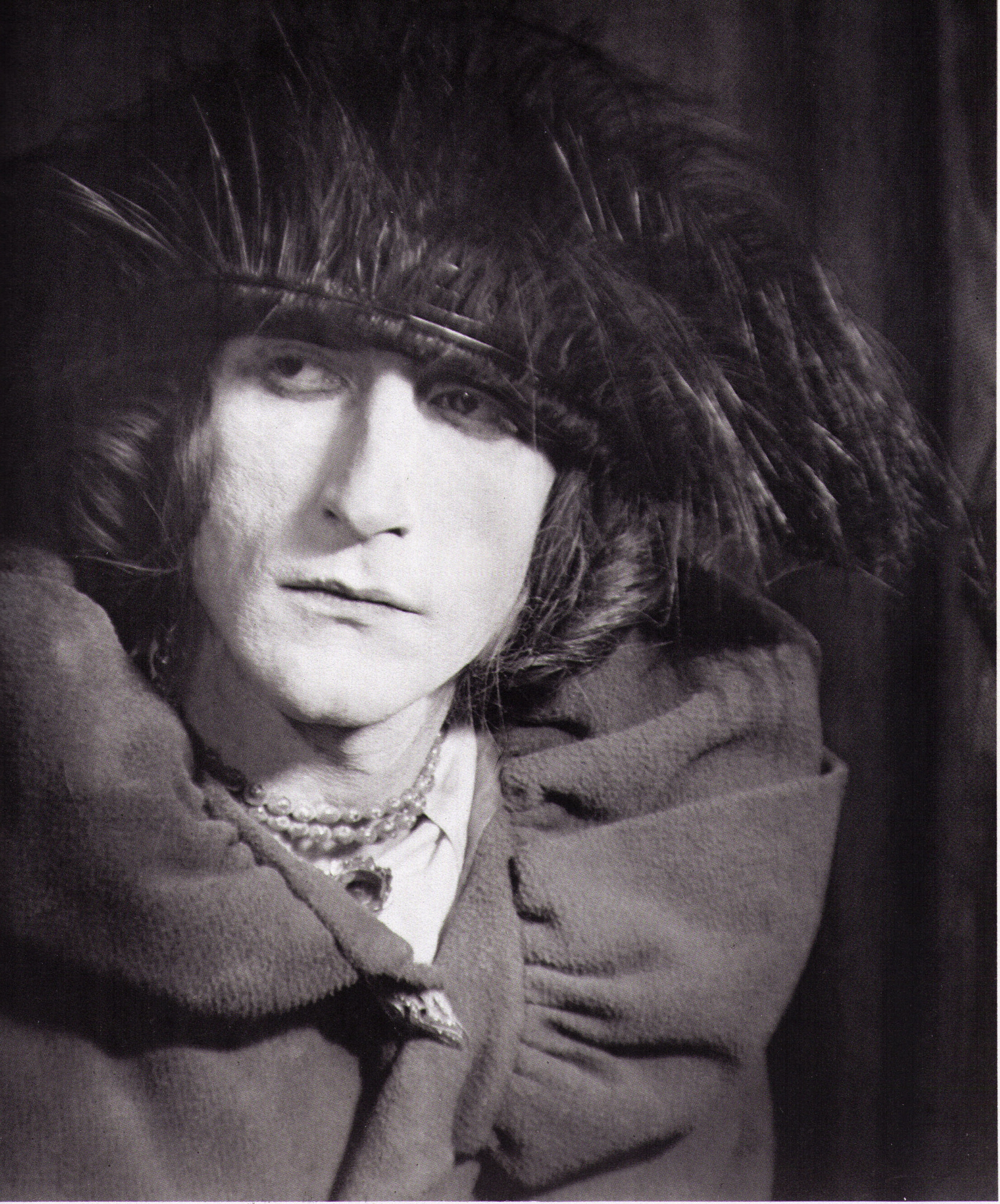
Фотография Марселя Дюшана в образе Rose Sélavy (1921). Автор — Ман Рэй

Затем, в 1910—1920-х годах, Дюшан перешёл к радикальному авангардистскому поиску («Обнажённая, спускающаяся по лестнице», 1912; «Новобрачная, раздетая своими холостяками, одна в двух лицах», 1915—1923), который сблизил его с дадаизмом и сюрреализмом. При этом он демонстративно сторонился роли художника, профессионала, да и собственно живописью в традиционном смысле слова занимался всё реже, практикуя шокирующий публику метод «готовых вещей» (ready-made), которые делает художественным объектом лишь воля и подпись автора, контекст выставки или музея («Велосипедное колесо», 1913; «Сушилка для бутылок», 1914; «Фонтан», 1917). Таким объектом могут стать и пародируемые в качестве образцов «высокого искусства» произведения старых мастеров — например, «Джоконда» Леонардо да Винчи («L.H.O.O.Q.», 1919). Продукция Дюшана этих лет, крайне немногочисленная и всегда носящая провокативно-игровой характер вплоть до изобретения мнимых авторов (самая известная из этих альтер эго — так называемая Роза Селяви), постоянно сопровождалась подробными до абсурда аналитическими заметками автора. В 1920-е годы Марсель Дюшан активно участвовал в коллективных акциях группы «Дада» и сюрреалистов, публиковался в журналах и альманахах дадаистов и участвовал в съёмках нескольких кинофильмов. Наибольшую известность из них приобрёл фильм Рене Клера «Антракт» (1924) на музыку его друга, авангардного композитора Эрика Сати, ставший классикой жанра и популярный до сих пор. С 1915 по 1923 год, за исключением периодов в Буэнос-Айресе и Париже в 1918–1920 годах, Дюшан работал над сложной инсталляцией, вдохновлённой футуризмом «Новобрачная, раздетая догола её холостяками, даже» чаще называемая «Большое стекло».
Впоследствии Дюшан практически отошёл от творчества, предаваясь околонаучным изысканиям и любимой игре в шахматы, но в течение нескольких десятилетий оставаясь влиятельнейшей фигурой американской художественной сцены и международного авангарда, объектом самых разноречивых искусствоведческих интерпретаций. После 1942 года жил по большей части в США, в 1955 году принял американское гражданство.
Дюшан снял вместе с Маном Рэем экспериментальный фильм «Анемик Синема» (1926), ему посвящён короткометражный игровой фильм Паоло Марину-Бланко (2002). 
Умер 2 октября 1968 года (81 год) в Нейи-сюр-Сен, Франция.

## В современной культуре
- В 2000 году Ассоциацией по распространению французского искусства (AIDAF) была учреждена Премия Дюшана[21]. Её первым победителем стал художник Томас Хиршхорн[21]. За время своего существования Премия Дюшана стала крупнейшей французской премией в области современного искусства[21].

## Сочинения
- The Writings/ Ed. by Michel Sanouillet, Elmer Peterson. Cambridge: Da Capo Press, 1973.
- Duchamp du signe/ Ed. par Michel Sanouillet, Elmer Peterson. Paris: Flammarion, 1994
- Affectionately, Marcel: The Selected Correspondence of Marcel Duchamp/ Ed. by Francis M. Naumann, Hector Obalk, Jill Taylor. London: Thames & Hudson, 2000.
- Мысли наоборот// Андре Бретон. Антология чёрного юмора. — М.: Carte Blanche, 1999. — С. 373—376.